# Michotamia cothurnata
Michotamia cothurnata är en tvåvingeart som först beskrevs av Jacques-Marie-Frangile Bigot 1875.  Michotamia cothurnata ingår i släktet Michotamia och familjen rovflugor.
Artens utbredningsområde är Madagaskar. Inga underarter finns listade i Catalogue of Life.